# Carin Norberg
Carin Norberg, född 1927, är en svensk skådespelare. Hon hade en kort skådespelarkarriär som varade endast åren 1952-1953.

## Filmografi
- 1952 – Janne Vängman i farten
- 1952 – Hon kom som en vind
- 1952 – När syrenerna blomma
- 1953 – I dur och skur
- 1953 – Flickan från Backafall

### Fotnoter
1. ↑  ”Carin Norberg”. Svensk Filmdatabas. http://sfi.se/sv/svensk-filmdatabas/Item/?type=PERSON&itemid=63869&iv=OVERVIEW. Läst 17 augusti 2012.